# Чиваллеро, Лоренцо
Лоренцо Чиваллеро (итал. Lorenzo Civallero; род. 8 августа 1975, Салуццо, Пьемонт) — итальянский легкоатлет, специалист по спортивной ходьбе. Выступал на профессиональном уровне в 1994—2008 годах, чемпион Всемирной Универсиады в Пекине, призёр Кубков мира и Европы, победитель первенств национального значения, участник трёх чемпионатов мира по лёгкой атлетике.

## Биография
Лоренцо Чиваллеро родился 8 августа 1975 года в городе Салуццо провинции Кунео.
Впервые заявил о себе на международном уровне в сезоне 1994 года, когда вошёл в состав итальянской сборной и выступил на юниорском мировом первенстве в Лиссабоне, где в ходьбе на 10 000 метров занял итоговое 15-е место.
В 1997 году финишировал седьмым в ходьбе на 20 км на молодёжном европейском первенстве в Турку.
Будучи студентом, в 1999 году представлял Италию на Всемирной Универсиаде в Пальме — в программе ходьбы на 20 км показал время 1:25:23 и завоевал серебряную награду.
В 2001 году на Кубке Европы по спортивной ходьбе в Дудинце занял 12-е место в личном зачёте 20 км и тем самым помог соотечественникам выиграть бронзовые медали командного зачёта. Также в этом сезоне показал 16-й результат на чемпионате мира в Эдмонтоне, одержал победу на Всемирной Универсиаде в Пекине.
В 2002 году в 20-километровой ходьбе стал девятым на чемпионате Европы в Мюнхене. На домашнем Кубке мира в Турине финишировал 12-м в личном зачёте и взял бронзу командного зачёта.
На Кубке Европы 2003 года в Чебоксарах был восьмым и третьим в личном и командном зачётах 20 км соответственно. На чемпионате мира в Париже с личным рекордом 1:20:34 пришёл к финишу 11-м.
В 2004 году победил на чемпионате Италии во Флоренции в ходьбе на 10 км. На Кубке мира в Наумбурге занял 23-е место в личном зачёте 20 км и вновь стал бронзовым призёром командного зачёта.
В 2005 году в ходьбе на 20 км показал 11-й результат на Кубке Европы в Мишкольце и 14-й результат на чемпионате мира в Хельсинки.
В 2006 году на Кубке мира в Ла-Корунье занял в 20-километровой дисциплине итоговое 32-е место.
В 2007 году финишировал четвёртым на Всемирных военных играх в Хайдарабаде.
Завершил спортивную карьеру по окончании сезона 2008 года.